# Metahadena
Metahadena là một chi bướm đêm thuộc họ Noctuidae.